# Camisolão
O Grêmio Recreativo Escola de Samba Camisolão é uma escola de samba de São Gonçalo, que participou por anos do Carnaval de Niterói.
A sua bandeira é nas cores azul e branca, tendo no centro o desenho de uma grande camisa listada nessas cores. Os ensaios da Camisolão, na década de 1990, ocorriam sempre aos domingos, atraindo pessoas que participavam dos ensaios técnicos da Viradouro e do Porto da Pedra. Dessa forma, a quadra estava sempre lotada, sendo uma opção de lazer para os sambistas e amantes do carnaval.
Desfilou pela última vez no ano de 1995, quando sagrou-se campeã. A sede da agremiação que está adormecida fica na rua Doutor Pio Borges 2715, Barro Vermelho.

## História
A entidade começou como bloco carnavalesco, chegando a ter samba gravado pelo saudoso Aroldo Melodia com o enredo "Pela conquista da boa sorte". Em 1982, teve seu samba cantado pelo intérprete para o enredo "E o Rio amanheceu cantando...".
Após sua transformação em escola de samba, teve sua grande ascensão no início da década de 1990, quando Cubango e Viradouro, as grandes escolas da cidade à época, já desfilavam no Rio de Janeiro, o que coincidiu, também com a decadência do Carnaval da cidade.
Em 1991, sagrou-se vice-campeã, sendo derrotada pela Mocidade de Icaraí.
No carnaval de 1994 a Camisolão participou dos desfiles do Grupo I com as seguintes escolas: Bafo do Tigre, Chega Mais, Cacique das Palmeiras, Um Amor para Todos, Cacique da Viradouro, Mocidade de Icaraí e Sossego. O local dos desfiles foi a Avenida Amaral Peixoto. Nesse ano, a escola apresentou o enredo "Nordeste em festa", abordando os festejos mais famosos da região nordestina.
Entre 1992 e 1995, foi tetra-campeã do grupo principal do Carnaval da cidade.
Para o carnaval de 1996 chegou a preparar enredo e escolher samba, mas não desfilou porque a Prefeitura de Niterói não liberou a subvenção para a realização dos desfiles de escolas de samba.  O samba-de-enredo escolhido para o carnaval de 1996 de autoria dos compositores Ivan Fernandes, Sandro Mascote e Mariozinho foi cedido pela direção da Camisolão à escola de samba provisória União de Niterói que fora criada por integrantes de várias agremiações que desfilou somente no carnaval de 1997, na Avenida Amaral Peixoto. Quando escolhido pela Camisolão foi desenvolvido para o enredo "A face do disfarce".
A agremiação, após isso, passou a funcionar como clube, realizando eventos, shows e pagode.